# ترولین
ترولین (به اسپانیایی: Trevelin) یک منطقهٔ مسکونی در آرژانتین است که در Futaleufú Department واقع شده‌است. ترولین ۹٬۱۲۳ نفر جمعیت دارد و ۳۸۵ متر بالاتر از سطح دریا واقع شده‌است.